# Канеловское сельское поселение
Канеловское сельское поселение — муниципальное образование в Староминском районе Краснодарского края России.
В рамках административно-территориального устройства Краснодарского края ему соответствует Канеловский сельский округ.
Административный центр — станица Канеловская.

## География
Канеловское сельское поселение расположено на северо-востоке Староминского района Краснодарского края. Граничит на севере с Ростовской областью, на востоке с Кущевским районом Краснодарского края, на юге с Куйбышевским сельским поселением, на западе со Староминским сельским поселением.
По территории поселения протекает с востока на запад р. Ея. Так же протекает река Сосыка, на берегу которой раньше была водокачка, а дальше по течению располагался трудовой лагерь, где в советское время школьники во время летних каникул отдыхали и занимались физическим трудом на полях колхоза им.Калинина.
Площадь сельского поселения равна 226,52 км², что составляет 20,7 % от общей площади Староминского района.

## Население
| 2010  | 2012  | 2013  | 2014  | 2015  | 2016  | 2017  | 2018  | 2019  |
| ----- | ----- | ----- | ----- | ----- | ----- | ----- | ----- | ----- |
| 4834  | ↘4814 | →4814 | ↗4819 | ↗4841 | ↗4870 | ↗4874 | ↘4851 | ↘4846 |
| 2020  | 2021  | 2023  |       |       |       |       |       |       |
| ↘4830 | ↘4174 | ↘4142 |       |       |       |       |       |       |

На территории поселения проживают граждане 22 национальностей, в том числе: русские (4643), армяне (79), украинцы (54).

## Населённые пункты
В состав сельского поселения (сельского округа) входят 4 населённых пункта:
| № | Населённый пункт | Тип населённого пункта | Население (чел.) |
| - | ---------------- | ---------------------- | ---------------- |
| 1 | Канеловская      | станица                | ↘3842            |
| 2 | Ейский           | хутор                  | ↘193             |
| 3 | Первомайское     | село                   | ↘91              |
| 4 | Орлово-Кубанский | посёлок                | ↘245             |

К 1926 году в Конеловский сельсовет Старо-Минского района Донского округа Северо-Кавказского края входили:
1. Баштинский, хутор
2. Конеловская, станица
3. Конеловская станция
4. Мирный Труд, хутор
5. Назаренко, хутор
6. Неяковский, хутор
7. Филинский, хутор

## Символика Канеловского сельского поселения
Флаг муниципального образования Канеловское сельское поселение Староминского районаКраснодарского края Российской Федерации — опознавательно-правовой знак, служащий официальным символом муниципального образования.
Флаг утверждён 25 февраля 2011 года и внесён в Государственный геральдический регистр Российской Федерации с присвоением регистрационного номера 6665.
В пурпурном поле с лазоревой включённой, обременённой золотым пламенеющим солнцем (без изображения лица), сопровождаемым сопроизрастающими снизу и расходящимися по двое в стороны четырьмя хлебными колосьями главой, узкий составной черно-серебряный столб, поддерживаемый по сторонам двумя вздыбленными и сообращёнными серебряными конями.
Обоснование символики
Флаг разработан на основе герба Канеловского сельского поселения и языком символов и аллегорий отражает исторические, культурные и экономические особенности сельского поселения.
Конеловский курень, один из 38 бывших запорожских куреней, в составе Черноморского казачьего войска, в 1794 году был переселён на Кубань. Станица Канеловская расположилась на реке Ея, по которой в XVIII веке проходила граница между Россией и Турцией, на границе земель уже входящих в состав России и земель пожалованных (черноморским) запорожским казакам Екатериной II.
Историческая принадлежность к запорожцам, на флаге аллегорически отражена пурпурным(малиновым цветом) — это цвет запорожского (черноморского) казачества.
Существует несколько гипотез происхождения наименования станицы (ранее куреня).
Есть мнение, что название связано с родом деятельности первых казаков куреня, ещё со времён Запорожья занимавшихся ловлей коней, а позже и их разведением. После переселения на Кубань казаки не прекратили заниматься разведением коней что, и отражено изображением на флаге вздыбленных (играющих) коней.
Кони символизируют храбрость, силу, быстроту, жизненную энергию. Два восстающих коня аллегорически указывают на то, что на данной территории несли службу запорожские и донские казаки.
Изображение солнца с пламенеющими лучами отражает ещё одну из гипотез наименования куреня связанного с речкой Конела — притоком Южного Буга, где расположено село Конела, в свою очередь связанного с древним селением Куниль, где «Кун» в переводе с тюркского «день, солнце, юг».
Пшеничные колосья — символ аграрной экономической составляющей поселения, указывающий на то, что выращивание хлеба является основным занятием хозяйств поселения. Количество колосков аллегорически указывает на четыре населённых пункта в составе поселения, у каждого из которых своя история.
Колосья — символ трудолюбия, благополучия и хлеборобской славы.
Бело-чёрный столб аллегорически указывает на железную дорогу, которая делит поселение пополам, в строительстве которой принимали участие жители станицы Канеловской и которая играет значительную роль в жизни поселения. Чередование полос указывает и на то, что в жизни поселения были светлые и «тёмные» периоды (раскулачивание и репрессии, уничтожение казачества, голод и оккупация в годы войны).
Синий цвет (лазурь) аллегорически указывает на «иногородних» жителей, впоследствии, заселивших данную территорию и основавших в поселении три населённых пункта.
Утвержден решением Совета Канеловского сельского поселения Староминского района (#16.8) от 25 февраля 2011 года.

## Транспорт
По территории поселения проходят автодороги ст. Староминская - ст. Кущевская и ст. Староминская - п. Орлово-Кубанский, соединяющие все населенные пункты с райцентром.
Автобусное сообщение с райцентром.
По территории поселения проходит железнодорожная ветка Батайск - Староминская Се́веро-Кавка́зской желе́зной доро́ги, связывающая населённые пункты поселения между собой и райцентром, городами Батайск и Ростов.